# Budynek przy ul. Dworcowej 12/14 w Bytomiu
Budynek przy ul. Dworcowej 12/14 w Bytomiu – kamienica z 2. połowy XIX w Bytomiu, wpisana do rejestru zabytków nieruchomych województwa śląskiego. Dawny hotel, który powstał z połączenia dwóch kamienic; obiekt pełnił rozmaite funkcje usługowe.

## Historia

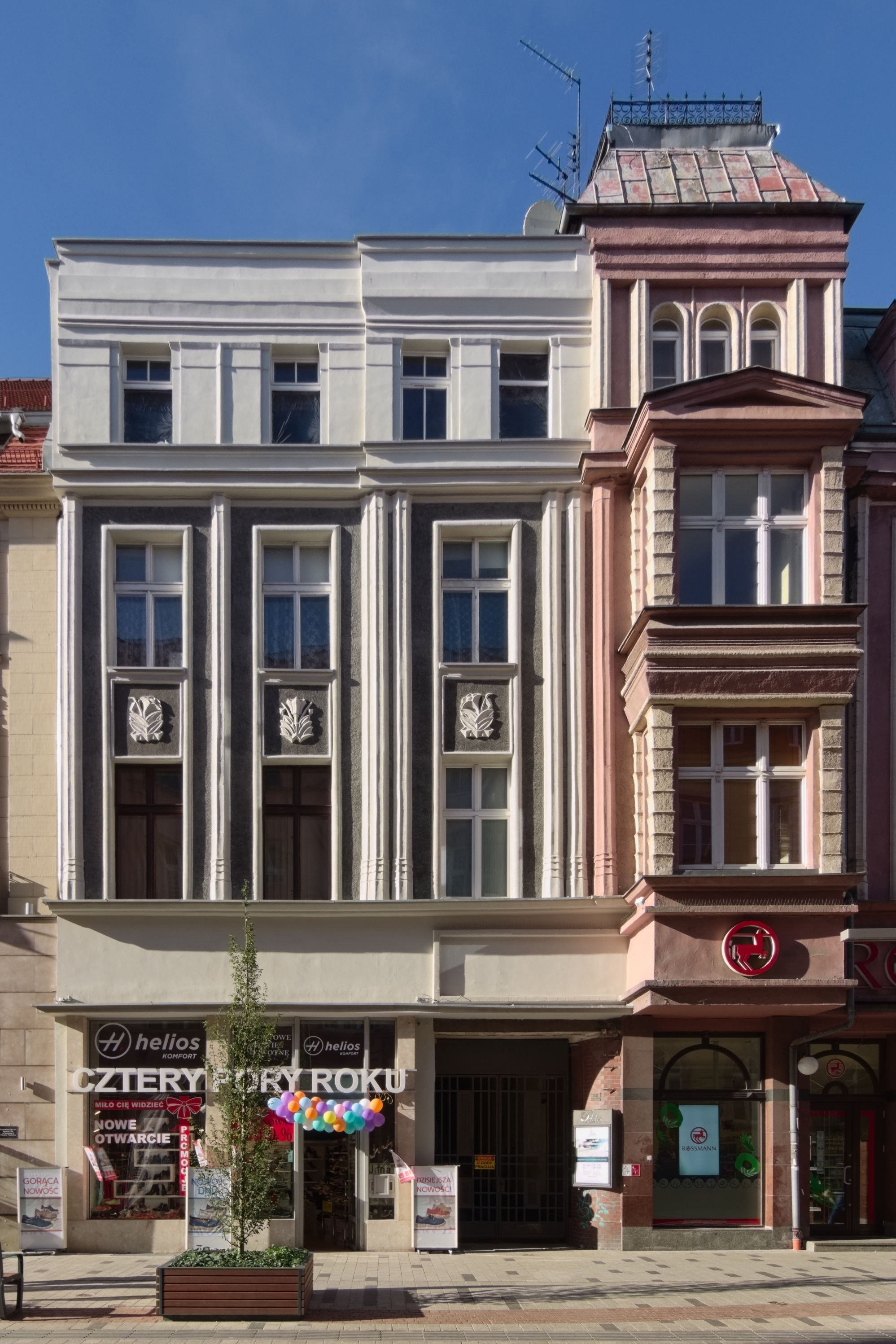
Fasada kamienicy pod numerem 14 (2023)

Budynek pod numerem 12 (dawny nr 35) wzniesiono w 1866 roku w stylu historyzmu; był to dom mistrza budowlanego Ferdinanda Herrmanna, który był jego projektantem. Pierwotnie dom parterowy, nadbudowany w 1873 roku o jedno piętro oraz w 1886 roku o kolejne piętro oraz o mansardowe użytkowe poddasze. Prawdopodobnie od 1886 roku obiekt służył jako hotel „Graf von Moltke”. Budynek został połączony z sąsiednią kamienicą pod numerem 14 (dawny numer 36) w 1909 roku. Fasada została ujednolicona, a z bramy wjazdowej przeprowadzono wejścia do klatek schodowych. Ciąg parteru było przebudowywany i rozbudowywany kilkukrotnie na początku XX wieku. Parter kamienicy w 1. połowie XX wieku służył za pomieszczenia restauracji oraz winiarni, a także jako sklep meblowy, obuwniczy, muzyczny, sklep ze srebrem, dom towarowy EHAPE. Kamienica została przebudowana w 1931 roku, dobudowano pawilon w podwórzu, projekt i wykonanie powierzono firmie Dzialoszynski & Bruck.
Od 1945 roku pawilon został przeznaczony na halę targową, która funkcjonowała wiele lat. 17 grudnia 1997 roku obiekt został wpisany do wojewódzkiego rejestru zabytków nieruchomych (nr rej.: A/1666/97).
Na początku XXI wieku pawilon służył jako budynek mieszkalno-użytkowy z pomieszczeniami handlowymi na parterze.

## Architektura
Fasada modernistyczna z elementami art déco, ujednolicona, obejmuje oba połączone budynki. Parter został wykończony płytami z czerwonego granitu. Zachowała się częściowo oryginalna stolarka drzwiowa oraz pierwotne wyposażenie klatki schodowej. Pod pawilonem w podwórzu znajdowała się piwnica, którą wykorzystywano jako magazyn.